# البرهان في توجيه متشابه القرآن (كتاب)
البرهان في توجيه متشابه القرآن لما فيه من الحجة والبرهان، هو كتاب من تأليف برهان الدين أبو القاسم محمود الكرماني، ويُعد الكتاب أجمع وأضبط كتاب في متشابه القرآن على الرغم مما سبق من كتب ثلاثة . ويتميز بإحيائه لعلم متشابه القرآن النادر.

## وصف
يعتبر كتاب البرهان للكرماني أجمع وأضبط كتاب في متشابه القرآن، على الرغم مما سبق من كتب ثلاثة لم يكن لها مثل ما لهذا الكتاب من نصيب أوفى، وحظ أكمل من التسديد والتمكين في بلوغ غاية الأمر المستهدف المنشود.
وعن موضوعات الكتاب فقد ذكر المؤلف ذلك في مقدمة كتابه: «فإن هذا كتاب أذكر فيه الآيات المتشابهات التي تكررت في القرآن الكريم، وألفاظها متفقة، ولكن وقع في بعضها زيادة أو نقصان، أو تقديم أو تأخير، أو إبدال حرف مكان حرف، أو غير ذلك مما يوجب اختلاف الآيتين أو الآيات التي تكررت من غير زيادة ولا نقصان، وأبين السبب في تكرارها، والفائدة في إعادتها، وما الموجب للزيادة والنقصان، والتقديم والتأخير والإبدال، وما الحكمة في تخصيص الآية بذلك دون الآية الأخرى، وهل كان يصلح ما في هذه السورة مكان ما في السورة التي تشاكلها أم لا؟ ليجري ذلك مجرى علامات تزيل إشكالها، وتمتاز بها عن أشكالها، من غير أن أشتغل بتفسيرها وتأويلها..».

## منهج المؤلف في الكتاب
أنه يذكر الآية التي فيها تشابه مع الآية الأخرى، ثم يذكر وجه التشابه، ويدلل لذلك بالقرآن أو بالحديث أو بكلام العرب، وهكذا إلى آخر القرآن، ويسير في ذلك على ترتيب المصحف آية وسورة، مثال ذلك:
قال في سورة الفاتحة عن قوله تعالى: ﴿صِرَاط الَّذين أَنْعَمت عَلَيْهِم﴾ «كرر ﴿الصراط﴾ لعلة تقرب مما ذكرت في ﴿الرحمن الرحيم﴾ وذلك أن الصراط هو المكان المهيأ للسلوك فذكر في الأول المكان ولم يذكر السالكين فأعاده مع ذكرهم، فقال: ﴿صراط الذين أنعمت عليهم﴾ أي: الذي يسلكه النبيون والمؤمنون، ولهذا كرر أيضًا في قوله: ﴿إِلَى صِرَاط مُسْتَقِيم﴾ ﴿صراط الله﴾ لأنه ذكر المكان المهيأ، ولم يذكر المهيئ، فأعاده مع ذكره، فقال: ﴿صراط الله﴾ أي: الذي هيأه للسالكين.

## المؤلفات التي سبقت الكتاب في متشابه القرآن
1. درة التنزيل للرازي.
2. درة التنزيل وغيرة التأويل للإسكافي.
3. كتاب القاضي عبدالجبار المعتزلي.